# Liste der Kulturdenkmäler in Idesheim
In der Liste der Kulturdenkmäler in Idesheim sind alle Kulturdenkmäler der rheinland-pfälzischen Ortsgemeinde Idesheim aufgeführt. Grundlage ist die Denkmalliste des Landes Rheinland-Pfalz (Stand: 27. Juni 2022).

## Einzeldenkmäler
| Bezeichnung                                 | Lage                                                     | Baujahr                  | Beschreibung | Bild            |
| ------------------------------------------- | -------------------------------------------------------- | ------------------------ | --- | --------------- |
| Katholische Filialkirche St. Apollonia      | Hauptstraße Lage                                         | 1779                     | romanischer Chor, 1717 Aufstockung zum Chorturm, Schiff 1779, Erweiterung 1938; auf dem Kirchhof sechs Sandsteinkreuze, zweite Hälfte des 18. und erstes Viertel des 19. Jahrhunderts | BW              |
| Schulhaus                                   | Hauptstraße 13 Lage                                      | nach 1850                | ehemalige Schule; zweiteiliger Putzbau mit Rechteckfenstern, wohl kurz nach 1850; ortsbildprägend                                                                                     | BW              |
| Wegekreuz                                   | Hauptstraße, bei Nr. 20 Lage                             | 15. oder 16. Jahrhundert | spätgotisches Nischenkreuz | Fotos hochladen |
| Gemeindewaage                               | Hauptstraße, zwischen Nr. 20 und 22 Lage                 | vor 1900                 | Gemeindewaage und ehemaliges Feuerwehrgerätehaus; kleiner historistischer Putzbau, kurz vor 1900                                                                                      | BW              |
| Wohnhaus                                    | Hauptstraße 25 Lage                                      | 1788                     | fünfachsiges Wohnhaus, bezeichnet 1788 | BW              |
| Portal                                      | Hauptstraße, an Nr. 32 Lage                              | 1786                     | Portalgewände, bezeichnet 1786 | BW              |
| Kriegergedächtniskapelle und Friedhofskreuz | Hauptstraße, auf dem Friedhof Lage                       | 1921                     | Kriegergedächtniskapelle, Putzbau auf kreuzförmigem Grundriss, Kuppel mit Laterne, 1921, Architekt J. Monz, Trier; neugotisches Friedhofskreuz, bezeichnet 1912                       | BW              |
| Wegekreuz                                   | Hauptstraße, Ecke Idenheimer Straße Lage                 | 1895                     | Wegekreuz, 1895, Abschlusskreuz nicht zugehörig | BW              |
| Wegekreuz                                   | Welschbilliger Straße, gegenüber Nr. 16 Lage             | 1869                     | Nischenkreuz, bezeichnet 1869, Abschlusskreuz jünger | BW              |
| Wegekreuz                                   | nordöstlich des Ortes an der K 30 Lage                   | 1882                     | Wegekreuz, neugotisch, bezeichnet 1882 | BW              |
| Kriegerdenkmal                              | nordwestlich des Ortes Lage                              | 1921                     | Gedenkstein für die Gefallenen des Ersten Weltkriegs, Rotsandstein, 1921 | BW              |
| Wegekreuz                                   | östlich des Ortes an der Kreuzung von K 16 und K 27 Lage | 1674                     | Wegekreuzfragment; Sockel eines Wegekreuzes, bezeichnet 1674 | Fotos hochladen |